# I'm Lonesome Without You
I'm Lonesome Without You è una canzone country scritta dai Delmore Brothers. 

## Pubblicazioni
Il brano venne inizialmente pubblicato dalla etichetta King nel 1946, come lato B del brano She Left Me Standing on the Mountain.
Venne incluso nel 1956 nella raccolta di classici dei Delmore Brothers "16 All Time Favorites" e nel 2007 nella raccolta "The Delmore Brothers, Vol. 2: The Later Years 1933-1952".

## Cover
- Il gruppo Hazeldine realizzò una cover del brano, inclusa nel 1997 nella raccolta di classici hillbilly e bluegrass "Straight Outta Boone County". [3]